# Supraglazialer See

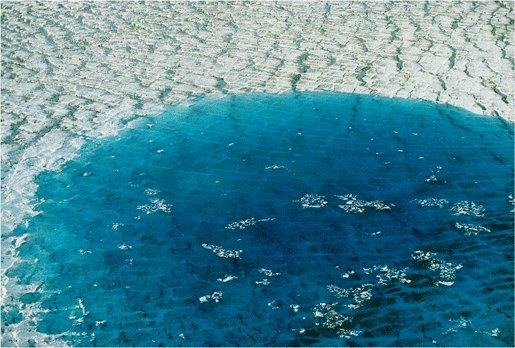
Supraglazialer See auf dem Bering-Gletscher, Alaska

Ein supraglazialer See ist ein Wasserkörper auf der Gletscheroberfläche. Er bildet sich in Depressionen der Eisoberfläche durch Akkumulation von Schmelzwasser.

## Allgemein
Supraglaziale Seen treten fast überall auf der Welt auf, außer in den Polarregionen, die Antarktis im Speziellen, da die Lufttemperaturen nahe der Oberfläche stetig im stark negativen Bereich sind und daher flüssiges Wasser nicht zulassen. Die Seen bilden sich in der Regel unterhalb der Gleichgewichtslinie (engl. Equilibrium Line Altitude, ELA), da Schnee oder Firn das Schmelzwasser absorbieren.

## Forschungsschwerpunkt
Die Forschungsprojekte konzentrieren sich auf Regionen wie Svalbard oder Grönland. Untersucht wird die Auswirkung eines sich entleerenden Sees auf den Eisgang. Die Vorstellung besteht, dass fließendes Wasser, welches den Grund des Gletschers erreicht hat, dem Eis einen hydraulischen Auftrieb verleiht. Dies resultiert in einer Beschleunigung des Eisgangs, was wiederum das Gletscherkalben erhöhen kann. Gerade wenn es sich um Süßwassereis handelt, bedeutet dies einen Anstieg des Meeresspiegels.
Spezielles Augenmerk liegt auf den sich schnell entleerenden supraglazialen Seen, die sich in kürzester Zeit beinahe komplett entleeren. Das et al. (2008) beobachtete im Jahre 2006 einen 5,6 km² großen See, der innerhalb von 1,4 h verschwand.

## Bibliographie
- Pfiffner, A. et al. (2012): Erdwissenschaften, o. O., Haupt. ISBN 978-3-8252-3632-8.
- Das, S. et al. (2008): Fracture Propagation to the Base of the Greenland Ice Sheet During Supraglacial Lake Drainage, in: Science, 320: 778-781.
- Selmes, N. et al. (2013): Fast Draining lakes in the Greenland Ice Sheet, in: Geophysical Research Letters, Vol. 38, L15501: 1-5.